# Johnny Palacios
Johnny Eulogio Palacios Cacho (né le 20 décembre 1986 à La Ceiba au Honduras) est un footballeur international hondurien, qui joue au poste de défenseur.
Il évolue actuellement dans le club hondurien du Club Deportivo Olimpia.
Il est le frère de Milton, Jerry, Wilson et Edwin Palacios, tous quatre footballeurs. Le 30 octobre 2007, Edwin, alors âgé de 16 ans, fut enlevé à La Ceiba par un groupe armé.
Lors de la coupe du monde 2010 en Afrique du Sud, la sélection hondurienne appelle Jerry, Johnny, et Wilson dans son équipe, et tient désormais un record. Les trois frères sont le premier et le seul trio de frères à disputer une coupe du monde de football pour une seule nation.